# 斯克魯韋斯蒂卡冰原島峰
72°11′S 14°27′E / 72.183°S 14.450°E
斯克魯韋斯蒂卡冰原島峰，是南極洲的冰原島峰，位於毛德皇后地的阿斯特里德公主海岸，屬於帕耶山脈的一部分，挪威製圖師根據空中照片繪入地圖，現時由南極條約體系管理。